# Max Gladstone
Max Gladstone (nació el 28 de mayo de 1984) es un autor de fantasía estadounidense. Es más conocido por su novela de debut Three Parts Dead de 2012, el cual es parte de la serie de fantasía urbana Bookburners.